# Zdzisław Rytel
Zdzisław Rytel (ur. 26 grudnia 1895 w Ufie, zm. 18 października 1979 w Warszawie) – inżynier mechanik, profesor Politechniki Warszawskiej.

## Życiorys
Urodził się w rodzinie Aleksandra, oficera wojska rosyjskiego, i Jadwigi z Zieleniewskich. W 1907 r. przyjechał do Polski. W 1913 r. ukończył gimnazjum w Siedlcach. Studia rozpoczął w Politechnice Lwowskiej, po przerwie spowodowanej wybuchem I wojny światowej, kontynuował je od 1915 r. na Wydziale Mechanicznym Politechniki Warszawskiej. W r. 1918 wstąpił do Wojska Polskiego, w którym służył aż do zakończenia wojny polsko-bolszewieckiej w 1920 r. w stopniu podporucznika.
W 1920 r. zawarł związek małżeński z Heleną Paradowską.
W 1924 r. otrzymał dyplom inżyniera mechanika u prof. Wiesława Chrzanowskiego na Politechnice Warszawskiej. Od października 1921 do czerwca 1929 był starszym asystentem w Katedrze Geometrii Wykreślnej Politechniki Warszawskiej. Od 1 lipca 1923 r. działał w Stowarzyszeniu Mechaników Polskich z Ameryki Spółka Akcyjna. W latach 1924–1926 był inżynierem ruchu laboratorium metaloznawczego w Zbrojowni nr 2 w Warszawie. W latach 1926–1929 pracował na stanowisku konstruktora Instytutu Aerodynamicznego, m.in. opracował projekty 4 wag aerodynamicznych oraz wielostopniowej sprężarki. W tym czasie opublikował wraz z Leonardem Łabuciem „Badania oporów aerodynamicznych w komunikacji kolejowej” oraz kilka artykułów w „Przeglądzie Technicznym” i „Inżynierze Kolejowym”.
W latach 1929–1934 pracował w Fabryce Lokomotyw w Chrzanowie, będąc najbliższym współpracownikiem kierownika Biura Technicznego Parowozów Wąskotorowych inż. Paczoskiego (niektóre źródła podają, że kierował działem spalinowych lokomotyw wąskotorowych). Współpracował także z Kazimierzem Zembrzuskim przy projekcie Lekkiego Pociągu Pospiesznego OLp-118 o kształcie aerodynamicznym, złożonego z parowozu i czterech wagonów i napędzanego czterocylindrowym silnikiem przeciwbieżnym, będąc odpowiedzialnym za projekt wagonów (wstępny projekt tego pociągu znajduje się w Muzeum Techniki w Pałacu Kultury, w Warszawie; projekt ten został odrzucony przez Ministerstwo Komunikacji, które miało wtedy inne plany dla Polskich Kolei).

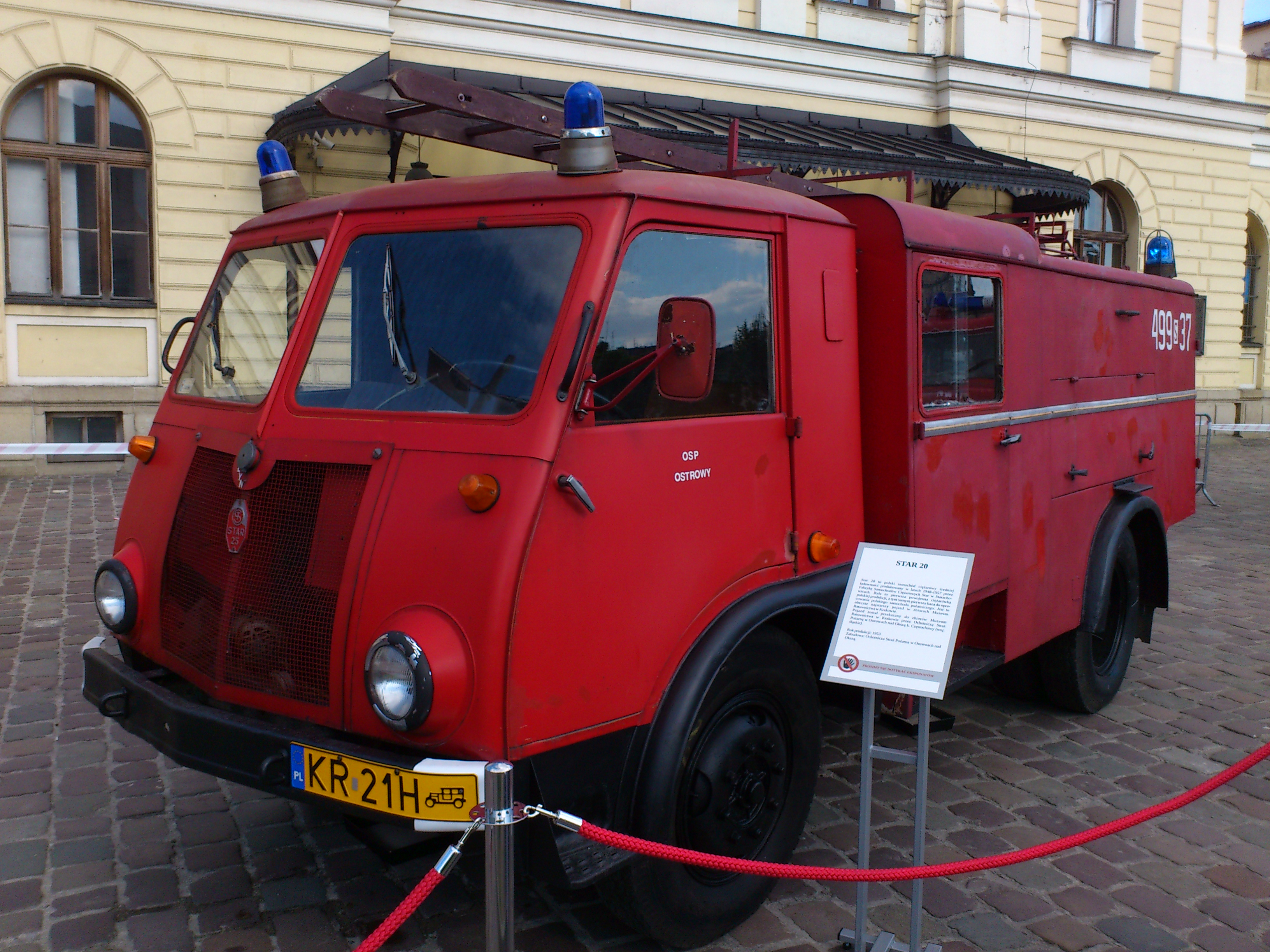
GBM Star 25 w wersji dla straży pożarnej - Muzeum Ratownictwa w Krakowie

Do września 1939 r. był konstruktorem silników w Państwowych Zakładach Inżynierii (PZInż) w Warszawie, które produkowały wówczas m.in. czołgi, ciągniki opancerzone kołowe i gąsienicowe, samochody pancerne, samochody „Ursus” i „Saurer” w wersji ciężarówek, wozy strażackie i pocztowe, a ponadto bardzo popularne motocykle „Sokół” oraz silniki lotnicze, stacjonarne i silniki dla rolnictwa. Opracowywał m.in., wraz z inż. Jerzym Wernerem, silnik benzynowy PZInż R.W.A (od nazwisk Rytel Werner) o mocy 300-400 KM do czołgu 14TP.
Należał do współzałożycieli Stowarzyszenia Inżynierów Mechaników Polskich (SIMP). Brał udział w zebraniu konstytucyjnym SIMP, które odbyło się 28 czerwca 1926 r. w pomieszczeniach Laboratorium Obróbki Metali Politechniki Warszawskiej.

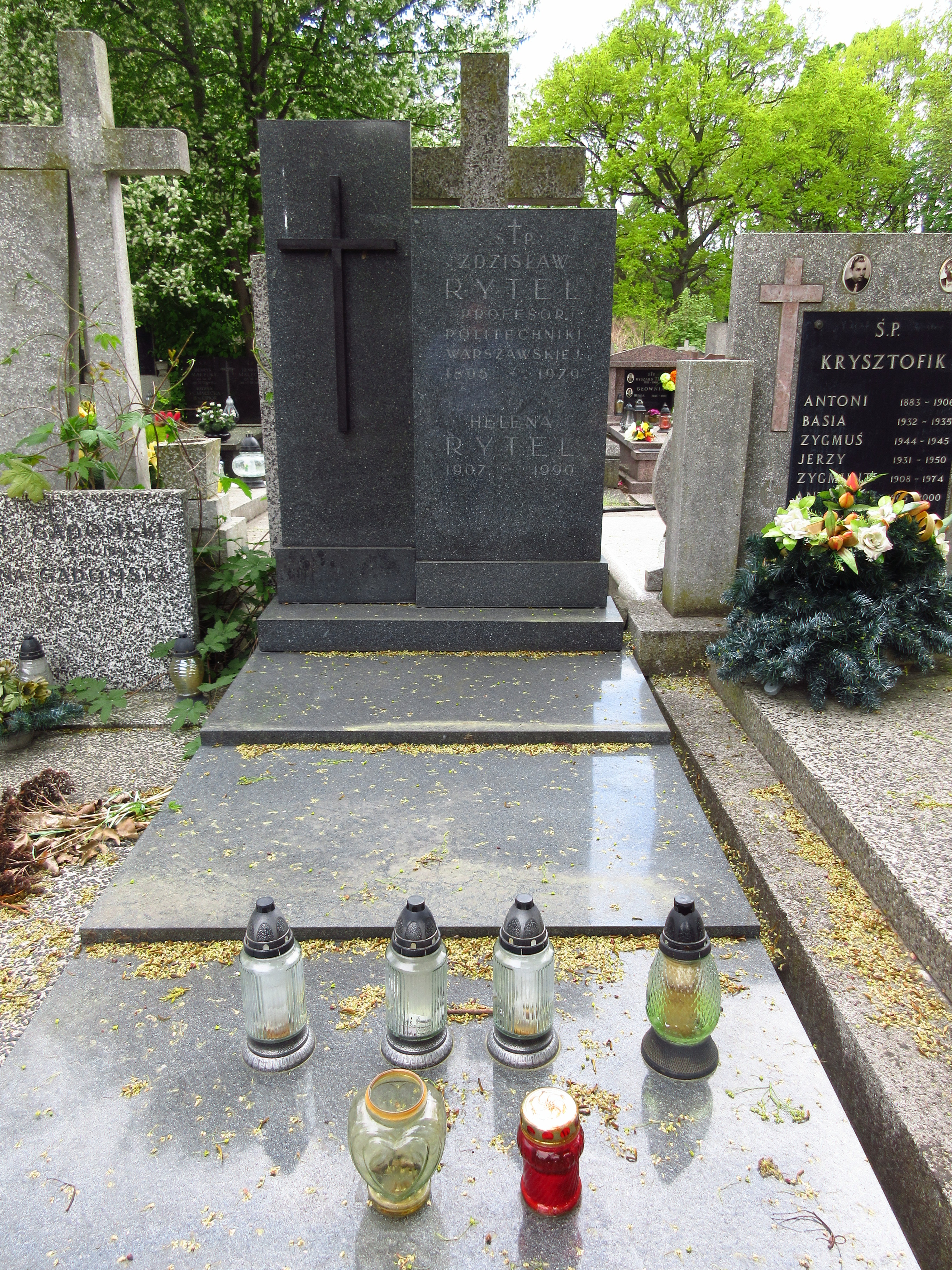
Grób profesora Zdzisława Rytla na cmentarzu Bródnowskim w Warszawie.

We wrześniu 1939 r. organizował ewakuację PZInż do Kowla. W okresie okupacji przebywał w Warszawie, gdzie w maju 1940 został aresztowany w czasie łapanki i na krótko uwięziony na Pawiaku. W latach 1940–1944 wykładał ogólną mechanikę teoretyczną i problemy szybkobieżnych silników spalinowych w Szkole Inżynierskiej im. H. Wawelberga i S. Rotwanda. W lutym 1945 ponownie podjął pracę w Szkole Inżynierskiej im. H. Wawelberga i S. Rotwanda, w pracowni samochodowej na Wydziale Mechanicznym. W latach 1946–1948 był naczelnikiem Wydziału Technicznego Centralnego Zarządu Motoryzacji, a następnie dyrektorem w Centralnym Biurze Konstrukcyjnym Zjednoczenia Przemysłu Motoryzacyjnego a także przewodniczącym Komisji Motoryzacyjnej w Polskim Komitecie Normalizacyjnym. Od r. 1948 prowadził wykłady w Politechnice Warszawskiej z zakresu silników spalinowych, od 28.02.1949 r. jako profesor nadzwyczajny. W latach 1952–1954 i 1956–1959 był dziekanem Wydziału Mechaniczno-Konstrukcyjnego Politechniki. W 1952 r. został również stałym doradcą Centralnego Biura Konstrukcyjnego Silników Spalinowych będącego częścią Centralnego Biura Konstrukcyjnego Maszyn w Bytomiu. 29 maja 1958 r. nadano mu tytuł profesora zwyczajnego. Od listopada 1959 do października 1966 r. był kierownikiem Katedry Silników Spalinowych Przemysłowych i Lotniczych Wydziału Mechanicznego Energetyki i Lotnictwa.
Zmarł w Warszawie, pochowany 23 października 1979 r. na cmentarzu Bródnowskim (kwatera 37D-5-12). 

## Osiągnięcia konstruktorskie
- Jako konsultant wyznaczony w lipcu 1946 r. przez dyrektora Centralnego Zarządu Przemysłu Metalowego, brał udział w opracowaniu pierwszego polskiego samochodu ciężarowego Star 20; w ramach Centralnego Biura Badań i Konstrukcji w Łodzi, gdzie znów miał okazję współpracować z Jerzym Wernerem. W 1949 r. otrzymał za ten projekt zespołową Nagrodę Państwową II stopnia[10]
- Opracował i zbudował wysokoprężny silnik kolejowy, podpodłogowy o układzie wahaczowym, pracujący w obiegu dwusuwowym[11]
- Brał współudział w projektowaniu pierwszego polskiego spalinowego silnika okrętowego D55,
- Zaprojektował i wykonał spalinowy silnik laboratoryjny, do badań paliw i olejów, stosowanych w przemyśle okrętowym.

## Publikacje
Autor lub współautor podręczników akademickich, m.in.:
- Silniki spalinowe, Warszawa 1958, Warszawa 1960,
- Techniczny poradnik samochodowy - Wydawnictwa Naukowo-Techniczne Warszawa 1962,
- Zarys maszyn cieplnych - Państwowe Wydawnictwo Naukowe Warszawa 1965–1970 t. I–III,
- Poradnik inżyniera mechanika - Wydawnictwo Naukowo - Techniczne, Warszawa 1968,
- artykuły fachowe w „Przeglądzie Technicznym”, „Przeglądzie Mechanicznym”, „Wiadomościach Polskiego Komitetu Normalizacyjnego”, „Technice Motoryzacyjnej” „Archiwum Budowy Maszyn”.

## Działalność
- 1945–1946 wiceprzewodniczący SIMP,
- 1946–1948 delegat do Komisji Zagranicznej Naczelnej Organizacji Technicznej,
- 1974–1948 członek (z ramienia SIMP) Centralnego Sądu Konkursowego w Turnieju Młodych Mistrzów Techniki,
- 1972–1975 członek Komisji Kwalifikacyjnej Rzeczoznawców SIMP.

Przewodniczył, oraz był członkiem m.in.
- Rady Naukowej Głównego Instytutu Mechaniki,
- Rady Techniczno-Ekonomicznej przy Ministerstwie Komunikacji,
- Rady Naukowej Instytutu Techniki Cieplnej i Silników Spalinowych Politechniki Poznańskiej,
- Współdziałał od 1945 r. z Polskim Komitetem Normalizacyjnym (PKN), opracował Tymczasowy Statut Organizacyjny, zasady klasyfikacji i numeracji norm. W latach 1945–1952 przewodniczył Komisji Motoryzacyjnej, opracował i opiniował wiele norm,
- Działał w Związku Rzeczoznawców Techniki Samochodowej,
- Był członkiem honorowym Organizacji Rzeczoznawców Polskiego Związku Motorowego.

## Ordery i odznaczenia
- Krzyż Oficerski Orderu Odrodzenia Polski
- Krzyż Walecznych (za udział w walkach 1918–1920)
- Medal Niepodległości (22 grudnia 1931)[12]
- Medal 10-lecia Polski Ludowej (19 stycznia 1955)[13]

## Nagrody
- Zespołowa Nagroda Państwowa II stopnia (1949)
- Nagroda Ministra Nauki i Szkolnictwa Wyższego II stopnia
- Nagroda zespołowa III stopnia Mistrza Techniki